# Le Sablier de Mû
Le Sablier de Mû est une trilogie littéraire de M. H. Essling, composé des livres Le Temps de l’accomplissement, La Guerre des immortels et Les Fils du dragon.

## Ouvrages
Le premier tome, Le Temps de l’accomplissement, est le premier livre publié par la maison d’édition 5e Saison  (ISBN 2-9525-6461-2), à la date du 17 décembre 2005. Il reçoit de bonnes critiques[réf. nécessaire] dans certaines revues spécialisées[évasif] en fantasy et science-fiction, et remporte le prix Merlin en 2006. Il est réédité aux éditions Milles Saisons  (ISBN 9782952564670) en novembre 2008.
Les deuxième et troisième tomes, La Guerre des immortels et Les Fils du dragon, paraissent tous deux aux éditions Milles Saisons, respectivement en juin 2009  (ISBN 9782918287025) et novembre de la même année  (ISBN 9782918287018).